# Ramonas rejse
|  | Denne artikel er oprettet af botten PalnaBot ud fra en ekstern database. Den kan derfor have sproglige fejl eller mangler. Denne skabelon kan fjernes efter kontrol af indholdet. |

Ramonas rejse er en dokumentarfilm instrueret af Simon Lereng Wilmont efter manuskript af Simon Lereng Wilmont.

## Handling
Publikum kastes ud i en dansk roadmovie om Bo Hagen alias Ramona Macho. Ramonas rejse er et nærgående portræt og et dybt og modigt indblik i dobbeltheden mellem identitet og køn for Bo og Ramona. Hun er i et udefinerbart grænseland mellem drag og transvestit og hører ikke hjemme i nogle af lejrene. Hvad ville konsekvensen blive hvis Ramona skulle leves fuldt ud? Vi følger Bo på besøg hos Far og Kirsten, og hos sin mor. Alle møder de transvestitidentiteten Ramona for første gang, og især hos faderen på Als sætter det tanker i gang om spring-ud fasen og det rastløse teenageliv i provinsen. Hos moderen kommer kompleksiteten og forvirringen for alvor i søgelyset når Bo/Ramona tør stille det store spørgsmål: Hvem er jeg?